# Pyrrhopoda modesta
Pyrrhopoda modesta är en skalbaggsart som beskrevs av Waterhouse 1879. Pyrrhopoda modesta ingår i släktet Pyrrhopoda och familjen Cetoniidae. Inga underarter finns listade i Catalogue of Life.